# (469219) Kamoʻoalewa
(469219) Kamoʻoalewa ofwel (469219) 2016 HO3 is een quasimaan-planetoïde die in een cirkelvormige baan rond de Aarde beweegt.
Het ergens tussen 40 tot 100 meter grote object werd op 27 april 2016 ontdekt door NASA-astromen met de Pan-STARRS 1-telescoop op Haleakala te Hawaii.
De planetoïde draait een gelijkaardige baan rond de Aarde als het verdwenen hemellichaam 2003 YN107. Op haar verste punt verwijdert ze zich 100 maal de afstand aarde-maan en op haar dichtste punt 28 maal deze afstand. De baan rond de Zon wordt in 365,75 dagen gerond, terwijl de Aarde er 365,24 dagen over doet.